# Caccobius pulicarius
Caccobius pulicarius là một loài bọ cánh cứng trong họ Bọ hung (Scarabaeidae).